# Uli Trepte
Uli Trepte (* 27. September 1941 in Konstanz; † 21. Mai 2009 in Berlin) war ein deutscher Bassist, Sänger, Komponist und Texter.

## Leben

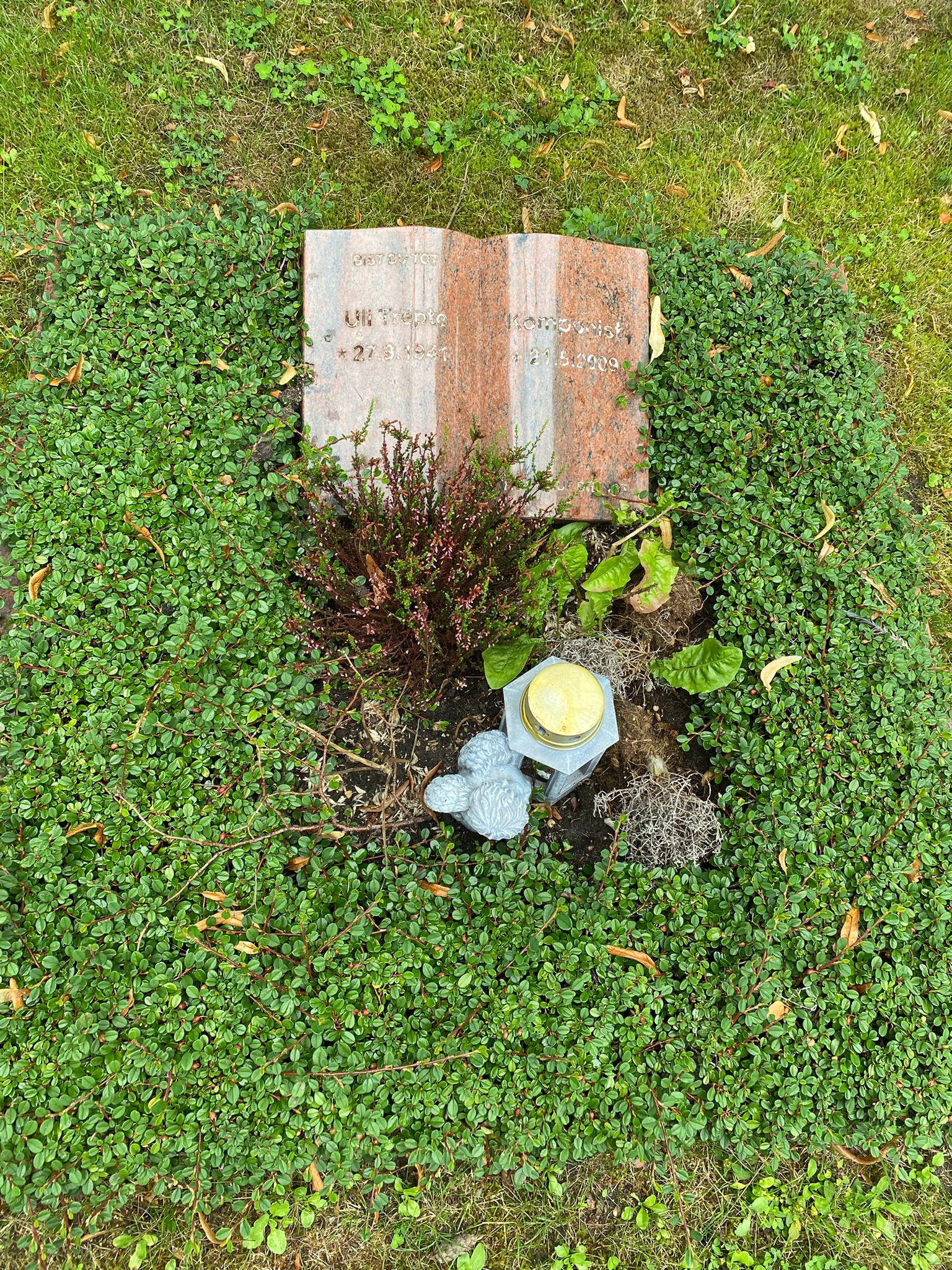
Grabstätte

Trepte war Gründungsmitglied des Free Jazz spielenden Irène Schweizer Trios (1966–1967) und der wegbereitenden Krautrockgruppe Guru Guru (1968–1972). Trepte spielte unter anderem mit den progressiven Bands Neu!, Faust und Kickbit Information sowie Musikern wie Yusef Lateef, Gato Barbieri, Barney Wilen, John McLaughlin, Mal Waldron, Edgar Hofmann und Hans Hartmann.
Trepte lebte in London, Tokio, New York; seit 1985 wohnte er als Multimediakünstler in Berlin, wo er eine spezielle Art der Text-Performance entwickelte. Er leitete seine eigenen Gruppen Spacebox (1975–1984) und Move Groove (1996–2001) und machte Aufnahmen unter seinem eigenen Namen, mit denen er konsequent sein Konzept einer europäischen, polyphon kollektiv improvisierten, molldominiert-modalharmonischen, zyklisch strukturierten, organisch-elektrischen, groovenden Livemusik realisierte. Außerdem arbeitete er mit Aja Waalwijk, Amsterdam am ungewöhnlichen Songprojekt Takes on Words zusammen.
Trepte erlag am 21. Mai 2009 einem Krebsleiden. Er ruht auf dem Friedhof Wilmersdorf.

## Diskografie
Irène Schweizer Trio:
- Jazz Meets India, 1966 (mit Manfred Schoof)
- Early Tapes, 1967

Guru Guru:
- Ufo, 1970
- Hinten, 1971
- Kän-guru, 1972
- Spaceship (Best of Guru Guru), 1996
- Very Best of Guru Guru, 1999
- Essen 1970, 2003

Kickbit Information:
- Bitkicks, 1975

Spacebox:
- (First), 1979
- Kick Up, 1984

Move Groove:
- Groove Along With Dong, 1998  mit Arjopa
- Staticsphere, 2000

Takes On Words:
- Yestermorrow Songs, 2000
- Incredible World, 2007

Solo:
- Guru Guru/Uli Trepte (Split-Release), 1972/74
- Phenotype, 1985
- Jazz Modalities, 1990
- Real Time Musik, 1991
- Rollomat, 2004
- Multiphonic Music, 2006 mit Chris Karrer und Geoff Leigh
- Portrait, 2009 (Compilation)

Andere:
- Sing Joy the Day, Trepte/Filsell/Ely, 1995
- Best of Ax Genrich, 1997
- Axymoron (Compilation von Ax Genrich) 2009 (Sireena Rec.)